# Liste der AMD-Mobile-Athlon-64-Prozessoren

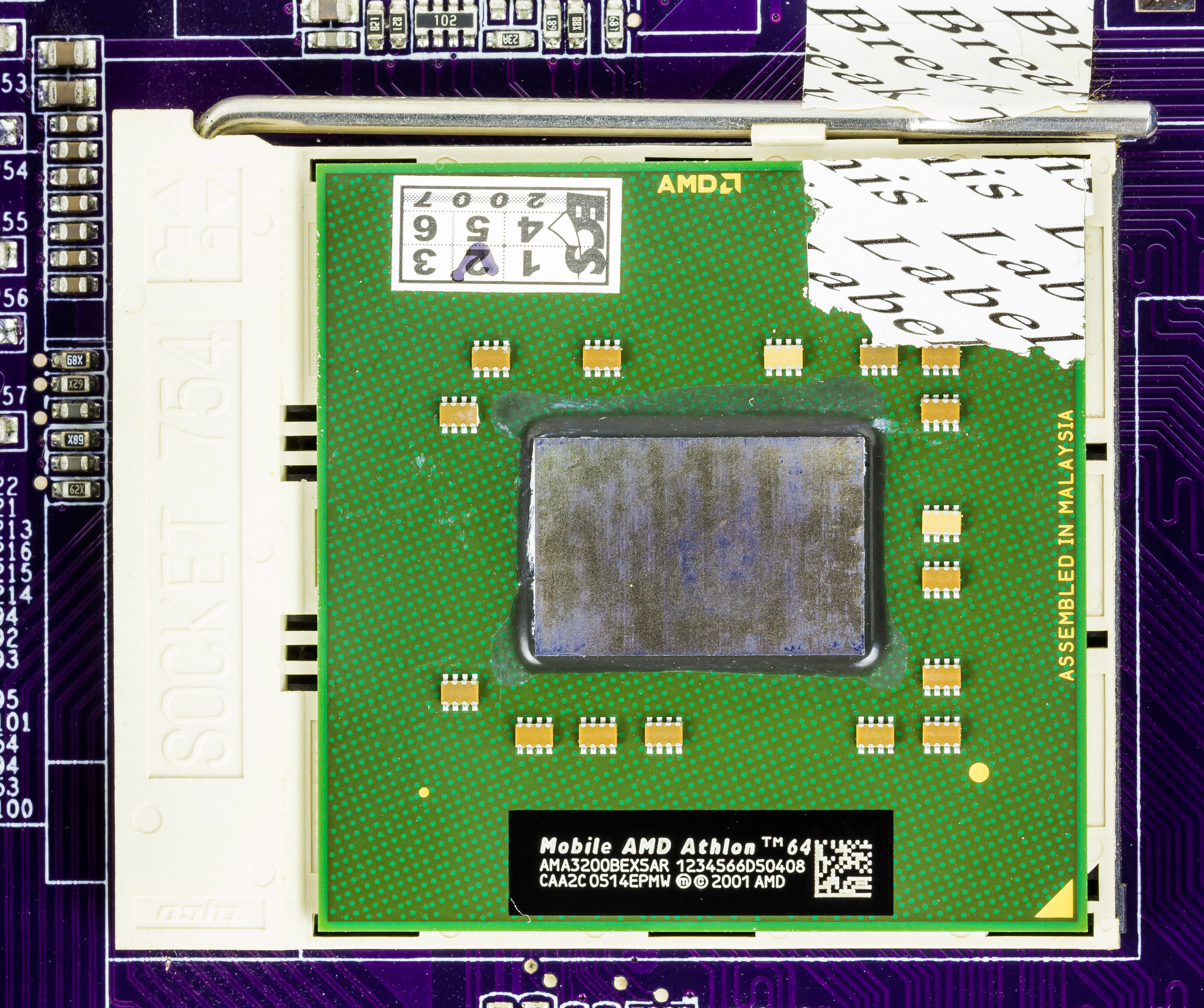
Model AMA3200BEX5AR

Der Mobile Athlon 64 ist ein im Wesentlichen auf dem Athlon 64 basierender Notebookprozessor von AMD.

## Clawhammer
- Revision: C0, CG
- L1-Cache: 64 + 64 KB (Daten + Instruktionen)
- L2-Cache: 1024 kB mit Prozessortakt
- Alle Modelle unterstützen MMX, Extended 3DNow!, SSE, SSE2, NX-Bit, AMD64 und PowerNow!
- Fertigungstechnik: 130 nm (SOI)
- Die-Größe: 193 mm² bei 105,9 Millionen Transistoren

| Modellnummer | Revision | Frequenz  | L2-Cache | HT      | Multi | Vcore  | TDP       | Sockel | Einführungsdatum | Teilenummer   |
| ------------ | -------- | --------- | -------- | ------- | ----- | ------ | --------- | ------ | ---------------- | ------------- |
| 2700+        | C0       | 1,6 GHz   | 512 kB   | 800 MHz | 8×    | 1,50 V | 19–81,5 W | 754    |                  | AMA2700BEY4AP |
| 2700+        | C0       | 1,6 GHz   | 512 kB   | 800 MHz | 8×    | 1,50 V | 19–81,5 W | 754    |                  | AMA2700BEY4AJ |
| 2700+        | CG       | 1,6 GHz   | 512 kB   | 800 MHz | 8×    | 1,20 V | 35 W      | 754    |                  | AMD2700BQX4AR |
| 2800+        | C0       | 1,6 GHz   | 1024 kB  | 800 MHz | 8×    | 1,50 V | 19–81,5 W | 754    |                  | AMA2800BEX5AP |
| 2800+        | C0       | 1,6 GHz   | 1024 kB  | 800 MHz | 8×    | 1,40 V | 62 W      | 754    |                  | AMN2800BIX5AP |
| 2800+        | CG       | 1,6 GHz   | 1024 kB  | 800 MHz | 8×    | 1,50 V | 19–81,5 W | 754    |                  | AMA2800BEX5AR |
| 2800+        | CG       | 1,6 GHz   | 1024 kB  | 800 MHz | 8×    | 1,40 V | 62 W      | 754    |                  | AMN2800BIX5AR |
| 3000+        | C0       | 1,8 GHz   | 1024 kB  | 800 MHz | 9×    | 1,50 V | 19–81,5 W | 754    |                  | AMA3000BEX5AP |
| 3000+        | C0       | 2,0 GHz   | 512 kB   | 800 MHz | 10×   | 1,50 V | 19–81,5 W | 754    |                  | AMA3000BEX5AJ |
| 3000+        | C0       | 1,8 GHz   | 1024 kB  | 800 MHz | 9×    | 1,40 V | 62 W      | 754    |                  | AMN3000BIX5AP |
| 3000+        | CG       | 1,8 GHz   | 1024 kB  | 800 MHz | 9×    | 1,40 V | 19–81,5 W | 754    |                  | AMA3000BEX5AR |
| 3000+        | CG       | 1,8 GHz   | 1024 kB  | 800 MHz | 9×    | 1,40 V | 62 W      | 754    |                  | AMN3000BIX5AR |
| 3200+        | C0       | 2,0 GHz   | 1024 kB  | 800 MHz | 10×   | 1,50 V | 19–81,5 W | 754    | 2003             | AMA3200BEX5AP |
| 3200+        | C0       | 2,0 GHz   | 1024 kB  | 800 MHz | 10×   | 1,40 V | 62 W      | 754    |                  | AMN3200BIX5AP |
| 3200+        | CG       | 2,0 GHz   | 1024 kB  | 800 MHz | 10×   | 1,50 V | 19–81,5 W | 754    | 2003             | AMA3200BEX5AR |
| 3200+        | CG       | 2,0 GHz   | 1024 kB  | 800 MHz | 10×   | 1,40 V | 62 W      | 754    |                  | AMN3200BIX5AR |
| 3400+        | C0       | 2.200 MHz | 1024 kB  | 800 MHz | 11    | 1,50 V | 19–81,5 W | 754    |                  | AMA3400BEX5AP |
| 3400+        | CG       | 2.200 MHz | 1024 kB  | 800 MHz | 11×   | 1,50 V | 19–81,5 W | 754    |                  | AMA3400BEX5AR |
| 3400+        | CG       | 2,2 GHz   | 1024 kB  | 800 MHz | 11×   | 1,40 V | 62 W      | 754    |                  | AMN3400BIX5AR |
| 3700+        | C0       | 2.400 MHz | 1024 kB  | 800 MHz | 12×   | 1,50 V | 19–81,5 W | 754    |                  | AMA3700BEX5AP |
| 3700+        | CG       | 2,4 GHz   | 1024 kB  | 800 MHz | 12×   | 1,50 V | 19–81,5 W | 754    |                  | AMA3700BEX5AR |

## Odessa
- Revision: CG, basiert auf Athlon 64 "Newcastle"
- L1-Cache: 64 + 64 kB (Daten + Instruktionen)
- L2-Cache: 512 kB mit Prozessortakt
- Alle Modelle unterstützen MMX, Extended 3DNow!, SSE, SSE2, NX-Bit, AMD64 und PowerNow!
- Fertigungstechnik: 130 nm (SOI)
- Die-Größe: 144 mm² bei 68,5 Millionen Transistoren

| Modellnummer | Revision | Frequenz | L2-Cache | HT      | Multi | Vcore  | TDP       | Sockel | Einführungsdatum | Teilenummer   |
| ------------ | -------- | -------- | -------- | ------- | ----- | ------ | --------- | ------ | ---------------- | ------------- |
| 2700+        | CG       | 1,6 GHz  | 512 kB   | 800 MHz | 8×    | 1,20 V | 35 W      | 754    |                  | AMD2700BQX4AX |
| 2800+        | CG       | 1,8 GHz  | 512 kB   | 800 MHz | 8×    | 1,50 V | 19–81,5 W | 754    |                  | AMA2800BEX4AX |
| 2800+        | CG       | 1,8 GHz  | 512 kB   | 800 MHz | 9×    | 1,20 V | 35 W      | 754    |                  | AMD2800BQX4AX |
| 3000+        | CG       | 2,0 GHz  | 512 kB   | 800 MHz | 10×   | 1,20 V | 35 W      | 754    |                  | AMD3000BQX4AX |

## Oakville
- Revision: D0
- L1-Cache: 64 + 64 kB (Daten + Instruktionen)
- L2-Cache: 512 kB mit Prozessortakt
- Alle Modelle unterstützen MMX, Extended 3DNow!, SSE, SSE2, NX-Bit, AMD64 und PowerNow!
- Fertigungstechnik: 90 nm (SOI)
- Die-Größe: ?

| Modellnummer | Revision | Frequenz | L2-Cache | HT      | Multi | Vcore  | TDP  | Sockel | Einführungsdatum | Teilenummer   |
| ------------ | -------- | -------- | -------- | ------- | ----- | ------ | ---- | ------ | ---------------- | ------------- |
| 2700+        | D0       | 1,6 GHz  | 512 kB   | 800 MHz | 8×    | 1,35 V | 35 W | 754    | 17. August 2004  | AMD2700BKX4LB |
| 2800+        | D0       | 1,8 GHz  | 512 kB   | 800 MHz | 9×    | 1,35 V | 35 W | 754    | 17. August 2004  | AMD2800BKX4LB |
| 3000+        | D0       | 2,0 GHz  | 512 kB   | 800 MHz | 10×   | 1,35 V | 35 W | 754    | 17. August 2004  | AMD3000BKX4LB |

## Newark
- Revision: E5
- L1-Cache: 64 + 64 kB (Daten + Instruktionen)
- L2-Cache: 512 kB mit Prozessortakt
- Alle Modelle unterstützen MMX, Extended 3DNow!, SSE, SSE2, SSE3, NX-Bit, AMD64 und PowerNow!
- Fertigungstechnik: 90 nm (SOI)
- Die-Größe: 115 mm²

| Modellnummer | Revision | Frequenz | L2-Cache | HT      | Multi | Vcore  | TDP  | Sockel | Einführungsdatum | Teilenummer   |
| ------------ | -------- | -------- | -------- | ------- | ----- | ------ | ---- | ------ | ---------------- | ------------- |
| 3000+        | E5       | 1,8 GHz  | 1024 kB  | 800 MHz | 9×    | 1,35 V | 62 W | 754    | 14. April 2005   | AMN3000BKX5BU |
| 3200+        | E5       | 2,0 GHz  | 1024 kB  | 800 MHz | 10×   | 1,35 V | 62 W | 754    | 14. April 2005   | AMN3200BKX5BU |
| 3400+        | E5       | 2,2 GHz  | 1024 kB  | 800 MHz | 11×   | 1,35 V | 62 W | 754    | 14. April 2005   | AMN3400BKX5BU |
| 3700+        | E5       | 2,4 GHz  | 1024 kB  | 800 MHz | 12×   | 1,35 V | 62 W | 754    | 14. April 2005   | AMN3700BKX5BU |
| 4000+        | E5       | 2,6 GHz  | 1024 kB  | 800 MHz | 13×   | 1,35 V | 62 W | 754    | 16. August 2005  | AMN4000BKX5BU |